# Biscuiterie Jules Destrooper

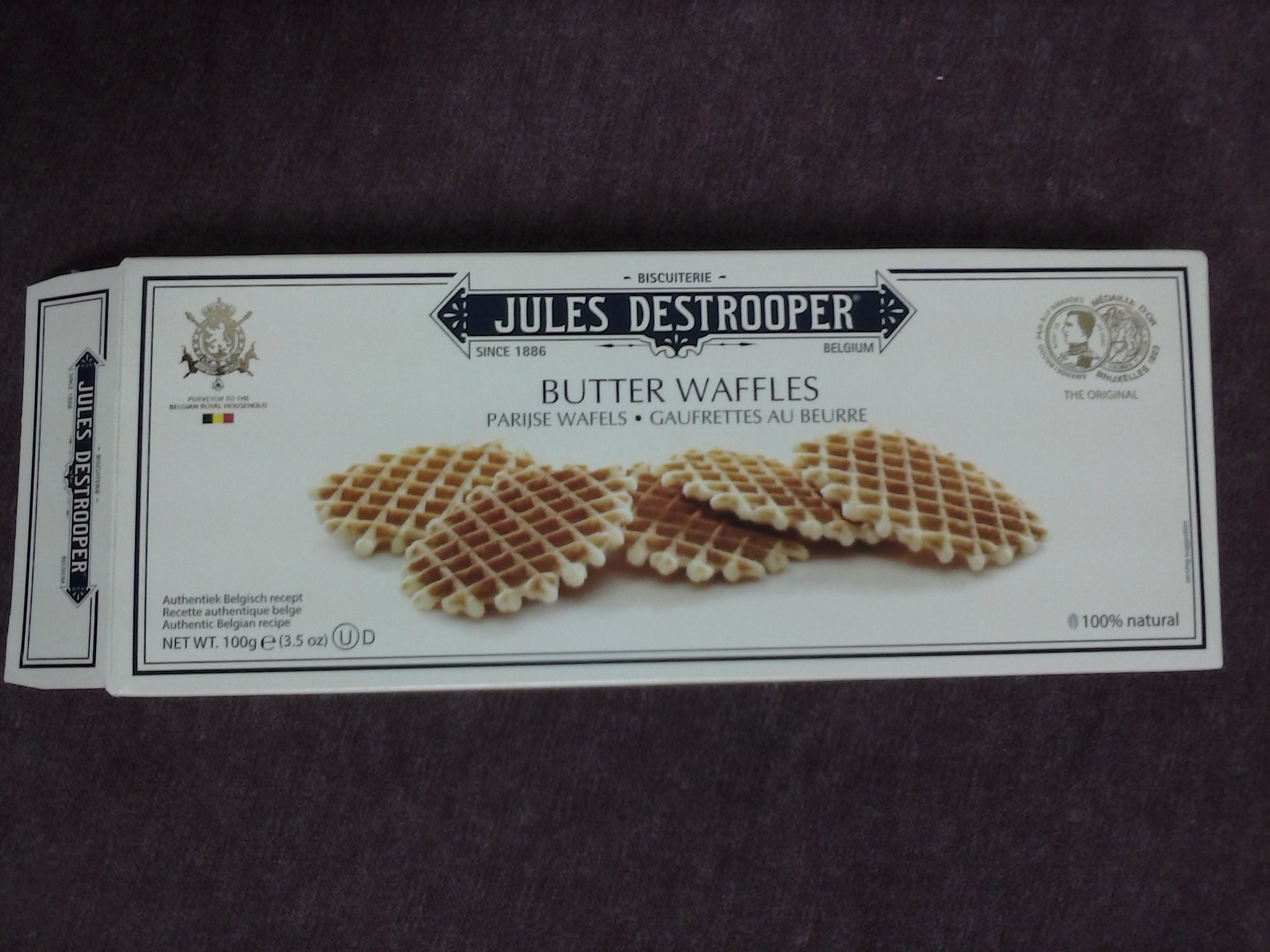
Eine Packung Biscuiterie Jules Destrooper Natuurboterwafel

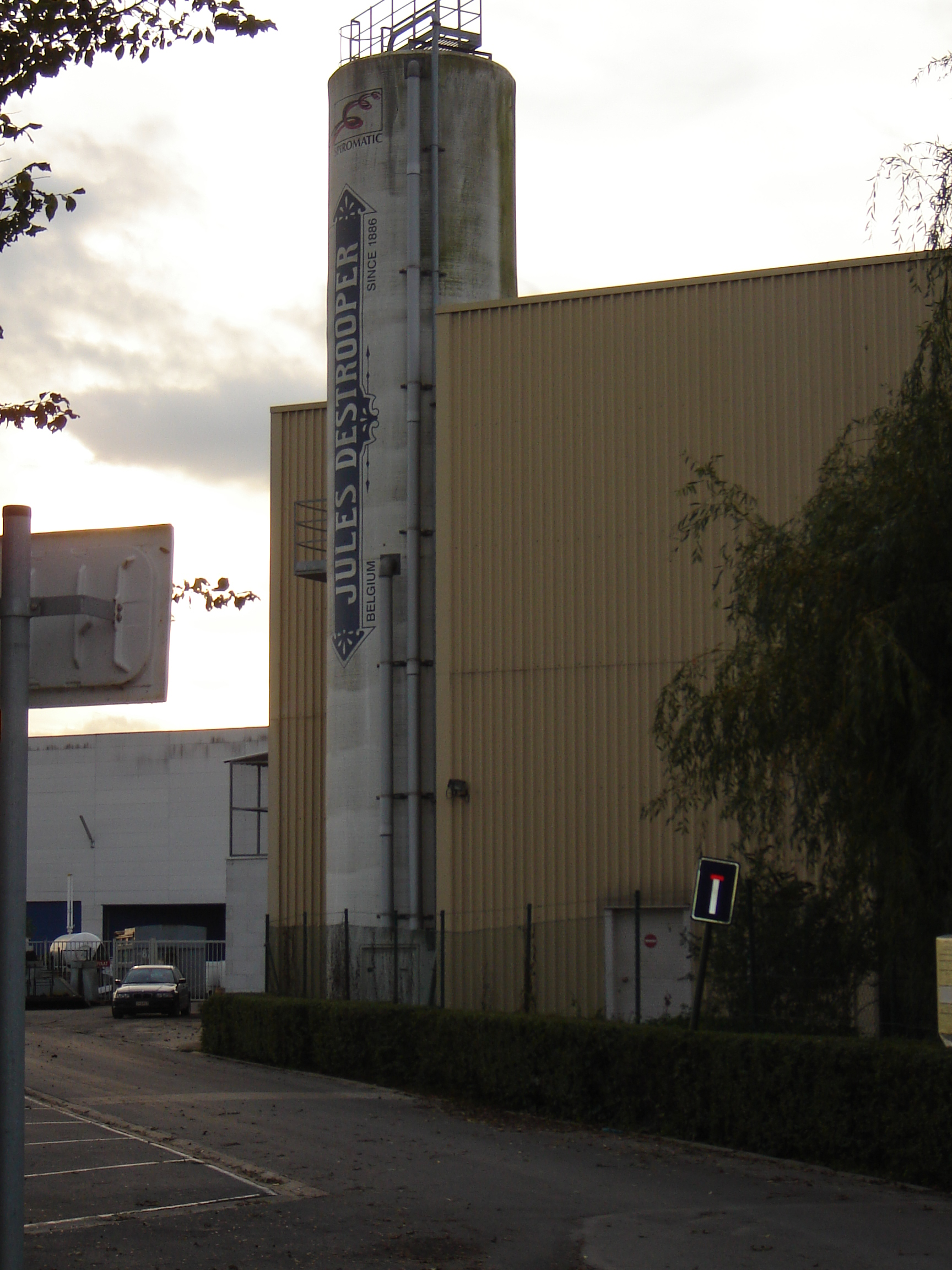
Fabrik Biscuiterie Jules Destrooper

Die Biscuiterie Jules Destrooper NV ist eine belgische Bäckerei. Sie wurde 1885 von Jules Destrooper gegründet und zählt zu den belgischen Hoflieferanten.

## Geschichte
Der junge Bäcker Jules Destrooper eröffnete am 8. August 1885 eine Bäckerei in Luilekkerstad in Flandern.
Jules Destrooper, eigentlich Julius Renatus Maria Destrooper (* 4. November 1856 in Beselare, Gemeinde Zonnebeke; † 28. Juni 1934), war der Sohn von Adolphus Norbertus (1823–1873) und Amelia Maria Destrooper, geborene Verlende (1815–1900).
Er fing an, die exotischen Kräuter aus seinem Laden in „Amandelbrood“, einer Mandelkeksart, zu verwenden. Diese Kekse überreichte er seinen Kunden als Geschäftsgeschenk. Einer von ihnen war der Besitzer des Hotels Teirlinck, das ihren englischen Gästen die Kekse servierte. Getrieben von seinem ersten Erfolg nahm Jules Destrooper 1890 einen zweiten Keks in seinem Sortiment auf: die flämische „Natuurboterwafel“ („Naturbutterwaffel“; gemeint sind Butterwaffelkekse). Jules backte die Waffeln mit diagonalen Fenstern, die er mit selber entwickelten Waffelbackmaschinen herstellte. Der Erfolg dieser Kekse war so groß, dass er bald internationale Anerkennung fand: 1911 gewann Jules Destrooper auf der prestigeträchtigen Pariser Messe eine Goldmedaille für sein „Amandelbrood“.
Aus der Ehe mit Felicia Maria Verweirder (1863–1928) gingen zwei Töchter und Sohn Julius Josephus Cornelius Destrooper (1893–1973; bekannt als Jules Destrooper jun.) hervor, der 1911 das Geschäft des Vaters übernahm. 1911 übernahm Sohn Jules Destrooper jun. das Geschäft des Vaters.
Nach dem Zweiten Weltkrieg, in dem mehrere Butterengpässe die Keksindustrie stark belasteten, gelang es Jules Destrooper Junior, seine Produkte in die Vereinigten Staaten zu exportieren. Patriek und Peter Destrooper kauften 1984 die Biscuiterie, bauten die Firma aus und expandierten weiter. Seit 1986 gibt es eine zweite Fabrik in Ypern. In den 1990er und 2000er Jahren folgten eine Reihe von Akquisitionen.

## Eigentümerwechsel
Am 28. April 2015 wurde das unabhängige Familienunternehmen, das die Brüder Peter und Patriek Destrooper zu jeweils 50 Prozent hielten, an die die Holdinggesellschaft GT & CO der Familie Vandermarliere verkauft.
Die Bäckerei Jules Destrooper verkauft nach Angaben von GT & CO ihre Kekse in 75 Länder. Sie erwirtschaftet mit ihren 160 Mitarbeitern einen Jahresumsatz von rund 36 Millionen Euro.